# Máquina flejadora
Una flejadora es una máquina que coloca flejes para asegurar bultos. Los flejes son tiras de diferentes materiales resistentes: metal (normalmente de chapa de hierro o acero de gran resistencia) textil, polipropileno y poliéster. Existen diferentes tipos de máquinas flejadoras: manuales, eléctricas, semiautomáticas, automáticas.

## Tipos de máquinas flejadoras
- Las flejadoras manuales son máquinas muy prácticas y fáciles de manejar. Permiten un flejado rápido y seguro mediante un sistema de rodillo tensor y grapas de unión. Para este tipo de flejadoras existe un accesorio que permite mayor movilidad y comodidad en el desplazamiento de la bobina del fleje: el carro devanador.

- Las flejadoras eléctricas utilizan flejes de polipropileno o poliéster. Son de fácil manejo y flejan los bultos sin moverlos de su lugar, cortando automáticamente el fleje sobrante, por lo que resultan más cómodas que las manuales.

- Las flejadoras semiautomáticas, normalmente de mesa, son ideales para flejar tanto pequeños bultos como paquetes voluminosos. Lo más común es que permitan regular la fuerza del fleje, por lo que sirven tanto para flejar paquetes frágiles como envíos que requieran gran tensión. Además, la altura de la mesa suele ser regulable.

- Las flejadoras automáticas son las más cómodas y completas. Pulsando un botón, permiten un tensado, sellado y corte del fleje de forma automática, es decir, sin la intervención manual. Además, el modo de flejado se puede ajustar a manual, semiautomático y automático, según las necesidades.